# موسسه پرنده‌شناسی سوئیس

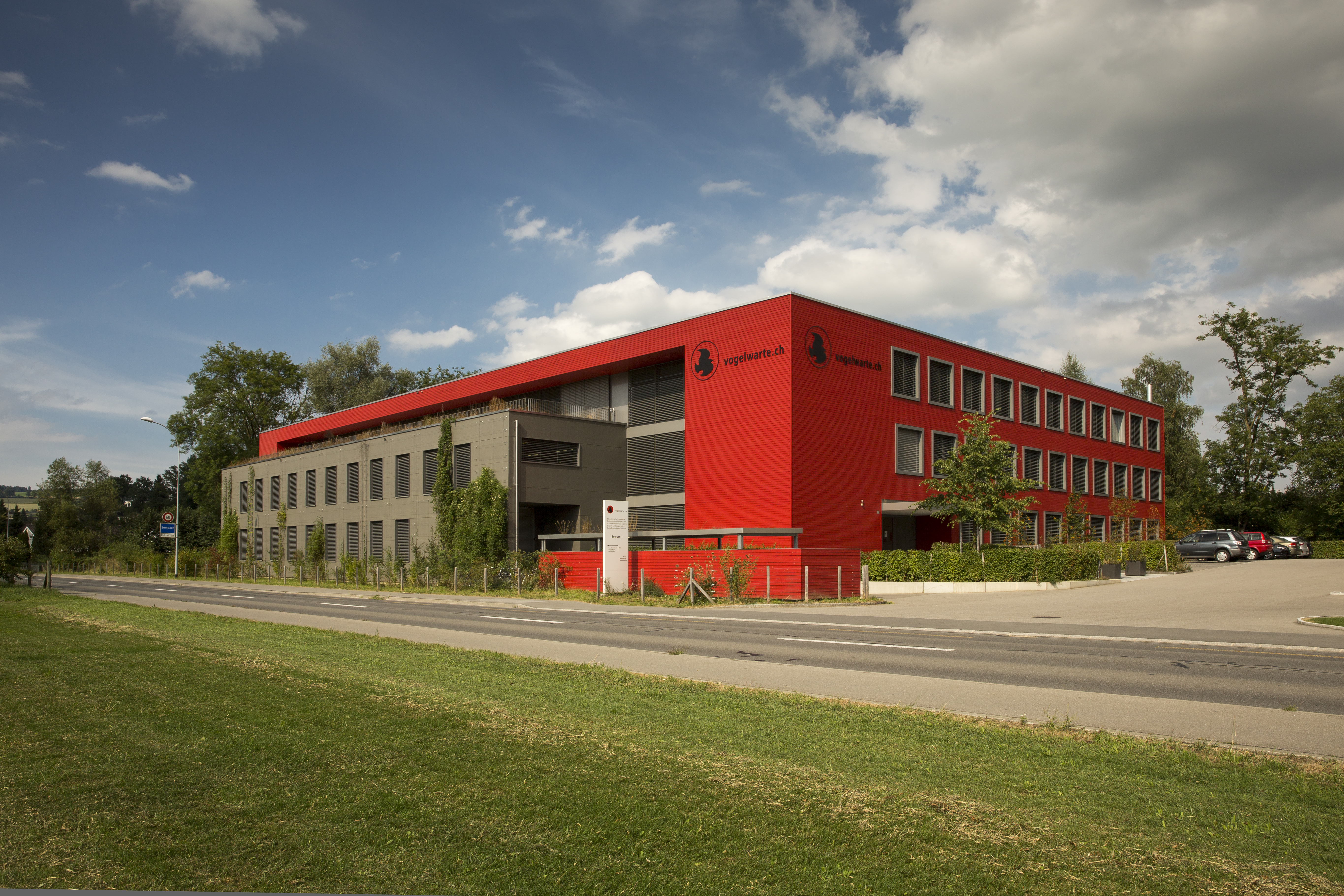
ساختمان اداری موسسه پرنده‌شناسی سوئیس در سمپاخ

مؤسسه پرنده‌شناسی سوئیس (آلمانی: Schweizerische Vogelwarte Sempach) یک بنیاد غیرانتفاعی است که دفتر مرکزی آن در سامپک در ناحیه سورسه در کانتون لوسرن در سوئیس است که به مطالعه و حفاظت از پرندگان اختصاص دارد.
موسسه پرنده‌شناسی سوئیس در سال ۱۹۲۴ به عنوان ایستگاه حلقه‌گذاری برای پژوهش مهاجرت پرندگان در منطقه آلپ بنیان‌گذاری شد. از آن زمان، این موسسه از یک عملیات داوطلبانه یک‌نفره به یک موسسه بین‌المللی شناخته‌شده با بیش از ۱۳۰ کارمند تبدیل شده است. در سال ۱۹۵۴، موسسه پرنده‌شناسی سوئیس به عنوان یک بنیاد مستقل تحت قوانین سوئیس ثبت شد. در سال ۱۹۵۵، از تالار شهر در Sempach به ساختمان جدیدی در دریاچه Sempach نقل مکان کرد. از سال ۱۹۵۸، مؤسسه همچنین ایستگاه حلقه‌گذاری پرندگان را در Col de Bretolet در ارتفاع ۱۹۲۳ متری راه‌اندازی کرده است. موسسه پرنده‌شناسی سوئیس یکی از اعضای اتحادیه اروپا برای حلقه‌گذاری پرندگان (EURING) است.

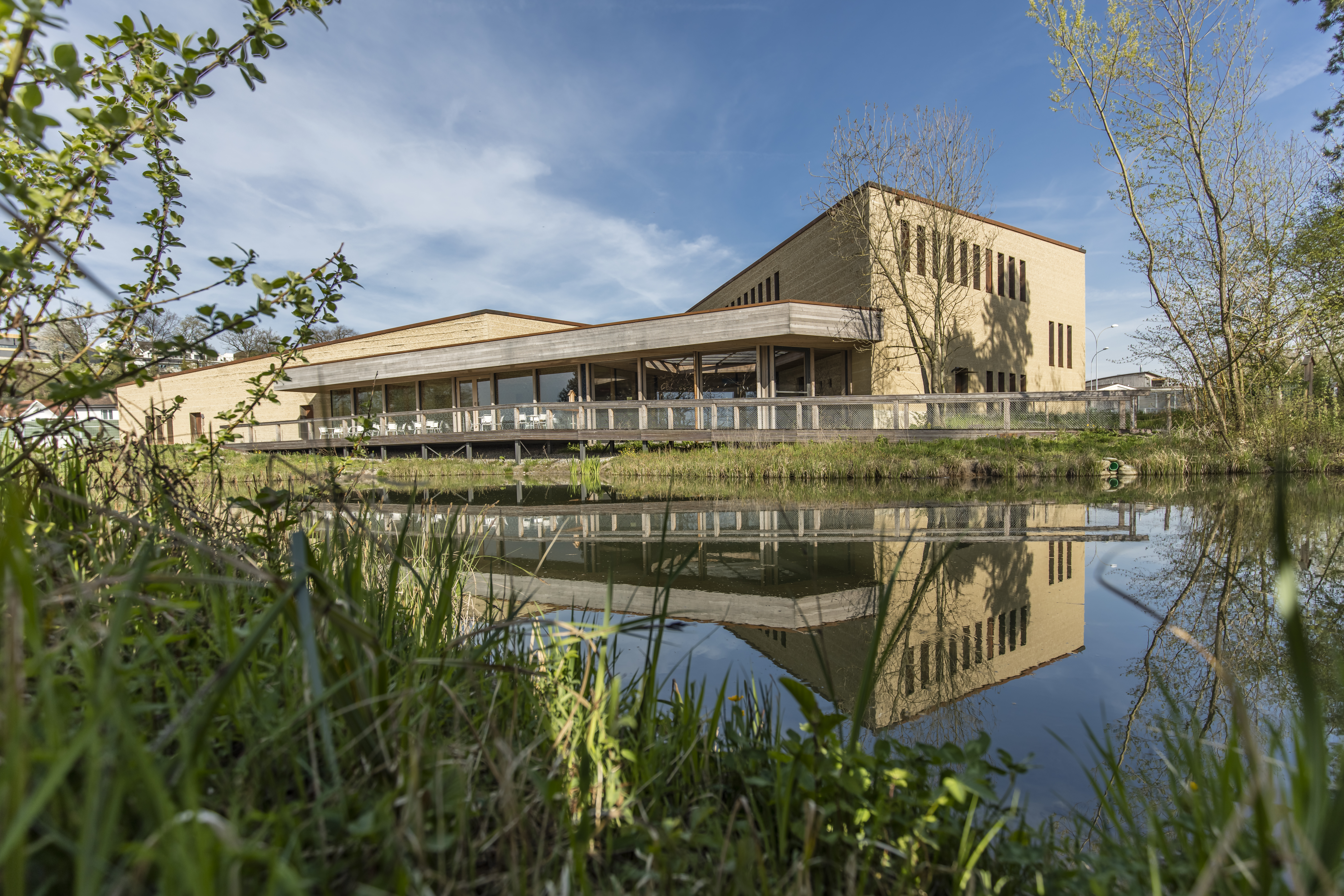
مرکز بازدیدکنندگان موسسه پرنده‌شناسی سوئیس، در سال ۲۰۱۵ افتتاح شد